# László Szabó (schaker)

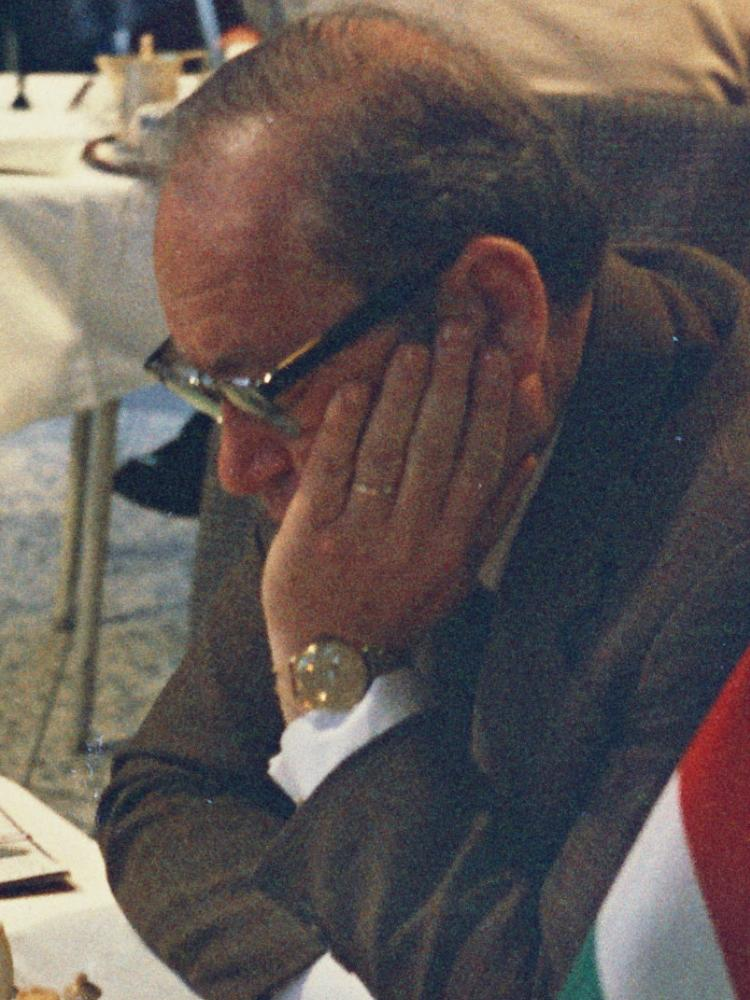
László Szabó, Dortmund 1974

László Szabó (Boedapest, 19 maart 1917 - aldaar, 8 augustus 1998) was een Hongaars schaker. Hij is negen keer schaakkampioen van Hongarije geweest en hij was ook een FIDE-grootmeester.
Szabó heeft elf keer in de Schaakolympiade gespeeld en drie maal het grote toernooi in Hastings gewonnen; in 1938, 1947 en 1949.

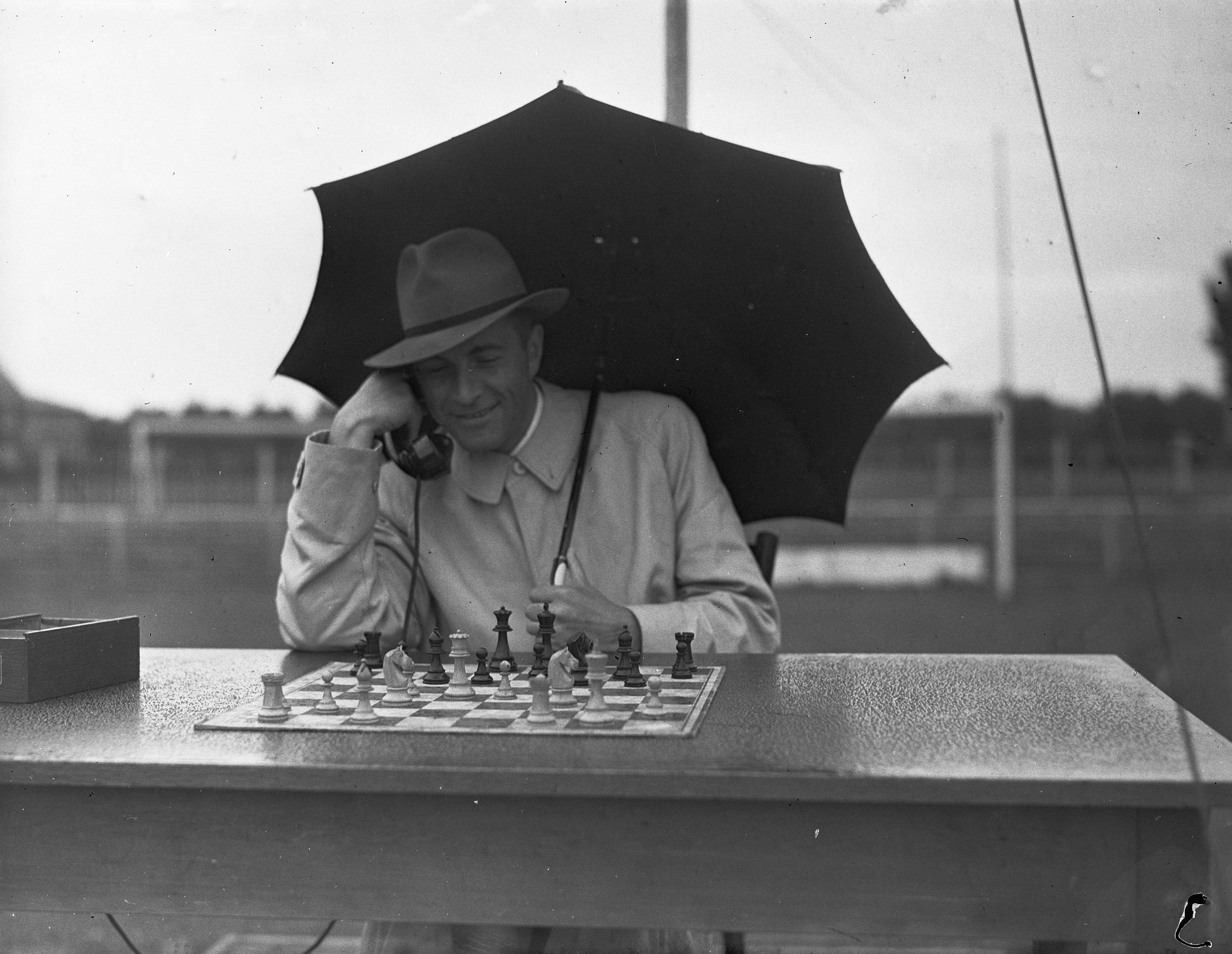
Szabó in Amsterdam (1946)

In 1950 speelde Szabó in het kandidatentoernooi, maar bleef ver achter de winnaar. In 1952 deed hij weer een poging het wereldkampioenschap te behalen, maar nu werd hij zesde. In Amsterdam 1956 werd hij derde. In 1965 mislukte het ook en in 1970, bij zijn laatste poging, eindigde hij als tweede achter Paul Keres.
| 8 | rd | nd | bd | qd |    | rd | kd |    |
| 7 | pd | pd |    |    | pd | pd | bd | pd |
| 6 |    |    | pd |    |    | nd | pd |    |
| 5 |    |    |    |    |    |    |    |    |
| 4 |    |    | ql | pl | pl |    |    |    |
| 3 |    |    | nl |    |    | nl |    |    |
| 2 | pl | pl |    |    |    | pl | pl | pl |
| 1 | rl |    | bl |    | kl | bl |    | rl |
|   | a  | b  | c  | d  | e  | f  | g  | h  |

Hij heeft ettelijke varianten geanalyseerd, waaronder de Szabóvariant, een subvariant van de Russische variant in de schaakopening Grünfeld-Indisch. De beginzetten van deze variant zijn: 1.d4 Pf6 2.c4 g6 3.Pc3 d5 4.Pf3 Lg7 5.Db3 dc 6.Dc4 0-0 7.e4 c6